# Titoizam
Titoizam je izraz kojim se označava službena ideologija, odnosno društveno-političko uređenje bivše Jugoslavije u periodu kada je njome vladao Josip Broz Tito i Komunistička partija Jugoslavije, preciznije u periodu od raskida sa Istočnim blokom od 1948. pa sve do društveno-ekonomskih reformi krajem 1980-ih neposredno pred raspad države. 
Sam izraz se u Titovoj Jugoslaviji nije službeno upotrebljavao, delimično zato što su ga kao prvi upotrijebili sovjetski i drugi staljinistički propagandisti kao pejorativni termin, odnosno opisali titoizam kao revizionističko skretanje s „pravog“ puta, odnosno „izdaju“ temeljnih principa marksističko-lenjinističke, odnosno komunističke ideologije. U SFRJ se, pak, kao izraz za službenu ideologiju koristio samoupravni socijalizam odnosno socijalističko samoupravljanje.

## Glavne karakteristike
U poređenju sa drugim verzijama komunističke ideologije, titoizam se odlikovao orijentacijom na miroljubivu koegzistenciju sa kapitalističkim zemljama.
Titoizam se zasniva na sledećem principu: u svakoj državi sredstva za postizanje komunizma treba da odredi sama država (tj. Jugoslavija), a ne spoljne sile (pod kojima su mislili na Sovjetski Savez). Spoljna politika Jugoslavije, zasnovana na ovom principu, dovela je zemlju do vođstva Pokreta nesvrstanih i nije joj dozvolila da u potpunosti uđe u SMEA (SFRJ je učestvovala u radu organizacije kao pridruženi član).
Druga važna karakteristika titoizma bila je doktrina samoupravnog socijalizma koju je razvio Edvard Kardelj. Ona je predviđala samoupravu radnih kolektiva: teorija kolektivnog rada je pretpostavljala da odluku o sudbini profita preduzeća treba da donosi sam radni kolektiv. Za to su sovjetski ideolozi optužili Tita za trockizam i korporativizam. Ipak, konkurencija između preduzeća je i dalje ostala, što je omogućilo da se jugoslovenska ekonomija posmatra kao „tržišni socijalizam“.
Pozadina
Titov sporazum sa bugarskim liderom Georgijem Dimitrovim o projektima Velike Jugoslavije, koji je podrazumevao spajanje balkanske zemlje u Balkansku federaciju, učinio je Staljina zabrinutim. To je dovelo do Sporazuma u Bledu 1947. godine (Dimitrov je takođe vršio pritisak na Rumuniju i Albaniju da se pridruže takvoj federaciji, izražavajući svoja uverenja tokom posete Bukureštu početkom 1948. godine). Bledski sporazum, koji se naziva i "Sporazum Tito-Dimitrov", potpisan je 1. avgusta 1947. na Bledu, u Sloveniji. Predviđeno je i ujedinjenje Vardarske Makedonije i Pirinske Makedonije i povratak Zapadnog Zaleđa Bugarskoj.  Integracionistička politika proizašla iz sporazuma prekinuta je nakon razlaza Tito-Staljin u junu 1948. godine, kada je Bugarska bila podređena interesima Sovjetskog Saveza i zauzela stav protiv Jugoslavije.
Politika regionalnih blokova bila je norma u politici Kominterne, pokazujući sovjetsku ogorčenost prema nacionalnim državama u istočnoj Evropi i posljedicama Pariske mirovne konferencije. Sa raspuštanjem Kominterne 1943. i kasnijim pojavom Kominforma došlo je do Staljinovog odbacivanja prethodne ideologije i prilagođavanja uslovima stvorenim za sovjetsku hegemoniju tokom Hladnog rata.

## Tito-Staljin raskol
Kada je ostatak istočne Evrope postao satelitske države Sovjetskog Saveza, Jugoslavija je odbila da prihvati Rezoluciju Inforbiroa iz 1948. godine koja je osudila vođe Saveza komunista Jugoslavije zbog navodnog napuštanja marksizam-lenjinizam, i svi komunisti koji su simpatizovali Jugoslaviju. Period od 1948. do 1955. godine, poznat kao Informbiro, obilježen je oštrom represijom protivnika i mnogih drugih optuženih za prostaljinovske stavove slanjem u logor na Golom otoku u Jugoslaviji.

## Ideologija
Elemente titoizma karakteriše politika i praksa zasnovana na principu da u svakoj zemlji sredstva za postizanje krajnjih komunističkih ciljeva moraju biti diktirana uslovima te određene zemlje, a ne šablonom koji je postavljen u drugoj zemlji. Za vrijeme Josipa Broza Tita, to je konkretno značilo da komunistički cilj treba slijediti nezavisno i često u suprotnosti sa politikom u Sovjetskom Savezu.
Na ekonomskom nivou, Tito je primetio nesposobnost staljinističke centralizovane birokratske ekonomije da zadovolji ljudske potrebe i proširio je broj i moć zadruga i radničkih saveta, nekoliko godina pre Libermanove reforme i reforme Mihaila Gorbačova u SSSR.
Jugoslavija se pridružila Balkanskom paktu koji su sponzorisale SAD u julu 1953., vojnom savezu sa dve zemlje članice NATO-a — Grčkom i Turskom. Pakt je potpisan nekoliko dana prije Staljinove smrti, a nova sovjetska vlada nije uspjela razviti nikakav odgovor. Tito je potpisao ovaj pakt kako bi ojačao odbranu Jugoslavije od potencijalne sovjetske vojne invazije. To je takođe učinilo opciju članstva Jugoslavije u NATO-u verodostojnijom u to vreme. Prema ovom paktu, svaka potencijalna sovjetska invazija na Jugoslaviju takođe bi mogla dovesti do intervencije NATO-a da pomogne u odbrani Jugoslavije zbog članstva Grčke i Turske u NATO-u. Međutim, spoljnopolitička neslaganja između tri zemlje u paktu na kraju su osakatila i sam savez, čime je okončana mogućnost članstva Jugoslavije u NATO-u.
Od 1949. godine centralna vlada je počela da ustupa vlast lokalnim lokalnim partijskim ćelijama,  i radi na odumiranju centralne države. Viši organi su mogli da vrše nadzor nad poštovanjem zakona od strane nižih organa, ali im ne mogu izdavati naloge. Edvard Kardelj je u Skupštini Jugoslavije izjavio „da nijedan savršen birokratski aparat, koliko god bili briljantni ljudi na vrhu, ne može izgraditi socijalizam. Socijalizam može rasti samo od inicijativa narodnih masa." Aleksandar Rankovići se nije slagao sa ovom decentralizacijom, gledajući je kao prijetnju stabilnosti Jugoslavije. 
Savez komunista Jugoslavije zadržao je solidnu vlast; zakonodavno tijelo nije učinilo ništa više od odluka koje je već doneo Politbiro. Tajna policija, Uprava državne bezbjednosti (UDBA), iako je delovala sa znatno više uzdržanosti od svojih kolega u ostatku istočne Evrope, ipak je bila oruđe vladine kontrole od kojeg se strahovalo. UDBA je bila posebno ozloglašena po likvidacijama osumnjičenih "državnih neprijatelja" koji su živjeli u progonstvu u inostranstvu. Mediji su ostali pod ograničenjima koja nisu bila po zapadnim standardima, ali su i dalje imali više slobode od svojih kolega u drugim komunističkim zemljama. Nacionalističke grupe, posebno srpski nacionalisti, bile su posebna meta vlasti, sa brojnim hapšenjima i zatvorskim kaznama izrečenim tokom godina zbog separatističkih aktivnosti. Iako su Sovjeti revidirali svoje stavove pod Nikitim Hruščovim tokom procesa destaljinizacije i nastojali da normalizuju odnose sa Jugoslovijom dok su stekli uticaj u Pokretu nesvrstanih, odgovor koji su dobili nikada nije bio jasan i Sovjetski Savez nikada nije dobio pravi izlaz. do Sredozemnog mora. U isto vrijeme, nesvrstane države nisu uspjele formirati treći blok, posebno nakon raskola nakon Naftne krize 1973. godine.
Industrija je nacionaliziovana, poljoprivreda prisilno kolektivizirana, a usvojen je kruti program industrijalizacije po sovjetskom modelu. Jugoslovenske i sovjetske kompanije potpisale su ugovore o brojnim zajedničkim poduhvatima. 
Uprkos početnom otopljenju između SSSR-a i jugoslovenskih vlasti nakon potpisivanja Beogradske deklaracije, odnosi su ponovo postali napeti između dve zemlje nakon što je Jugoslavija dala utočište Imreu Nađu nakon invazije na Mađarsku. Tito je prvobitno odobrio sovjetsku vojnu intervenciju u svom pismu Hruščovu zbog straha da će Mađarska revolucija izazvati sličan antikomunistički i nacionalistički pokret u Jugoslaviji. Ipak, Tito je kasnije sklonio Nađa kako bi dokazao suvereni status Jugoslavije i nesvrstanu spoljnu politiku kako bi stekao simpatije zapadne međunarodne zajednice. Otmica i pogubljenje Nađa od strane mađarske vlade pod Janošom Kadarom ohladilo je bilateralne odnose između Jugoslavije i Mađarske, uprkos početnoj Titovoj podršci i preporukama Kadara kao nasljednika Matijaša Rakošija i Nađa.
Jugoslavija je podržala čehoslovačkog lidera Aleksandra Dupčeka tokom Praškog proljeća 1968. godine, a zatim je gajila poseban odnos sa rumunskim predsjednikom Nikolajem Čaušeskom. 
Nakon značajne ekspanzije privatnog sektora 1950-ih i 1960-ih i pomaka ka tržišno orijentiranoj ekonomiji, jugoslovensko rukovodstvo je zaustavilo otvorene kapitalističke pokušaje i slomilo disidentstvo liberalnih ili demokratskih socijalističkih mislilaca kao što je bivši lider Milovan Đilas, dok je takođe suzbio centrifugalne pokušaje, promovišući jugoslovenski patriotizam. Iako se i dalje tvrdi da su zvanične politike, skoro svi aspekti titoizma su brzo opadali nakon Titove smrti. 1980. godine, zamenjena politikom konstitutivnih republika. Tokom kasnih 1980-ih, nacionalizam у републичким партијским рукководствима je ponovo bio u usponu, deceniju nakon Hrvatskog proljeća, a međurepubličke etničke tenzije su eskalirale.
Međunarodne ličnosti su titoizam doživljavale veoma različito. Tokom Staljinovog života, Sovjetski Savez i zemlje istočnog bloka reagovale su protiv titoizma agresivnim neprijateljstvom. 
U marksističkim krugovima na Zapadu, titoizam se smatrao oblikom zapadnog socijalizma uz eurokomunizam, što su cenili levičarski intelektualci koji su se odvajali od sovjetske linije 1960-ih. 1960-ih, politikolozi su shvatili titoistički državni narativ kao oblik socijalističkog patriotizma.
Titoizam je stekao uticaj u komunističkim partijama 1940-ih, uključujući Poljsku (Władysław Gomułka), Mađarsku (László Rajk, Imre Nagy), Bugarsku (Traicho Kostov), Čehoslovačku (Vladimír Clementis) i Rumuniju (Lucrețiu Pătrățiu).

## Spoljašnje veze
1. ↑  Perović, Jeronim (2007). „The Tito-Stalin Split: A Reassessment in Light of New Evidence”. Journal of Cold War Studies. 9 (2): 32—63. ISSN 1520-3972. doi:10.1162/jcws.2007.9.2.32.
2. ↑  Canapa, Marie-Paule (1973). „Le conflit entre le Kominform et la La rupture entre la Yougoslavie”. Revue d'études comparatives Est-Ouest. 4 (2): 153—172. doi:10.3406/receo.1973.1152.
3. ↑  Zivotic, Aleksandar (2021). „MILITARY DANGER AND YUGOSLAV APPROACH TO BALKAN PACT (1953-1954)”. Гуманитарные и юридические исследования (2): 35—41. ISSN 2409-1030. doi:10.37493/2409-1030.2021.2.5.
4. ↑  „Sarajevo (Bosna Saray)”. Encyclopedia of Jews in the Islamic World. Приступљено 2024-01-08.
5. ↑  Deutsche Demokratische Republik see German Democratic Republic Wilhelm Dilthey, Routledge, 2015-05-11, стр. 233—238, Приступљено 2024-01-08
6. ↑  Granville, Johanna (2002). „1956 Reconsidered: Why Hungary and Not Poland?”. Slavonic and East European Review. 80 (4). ISSN 2222-4327. doi:10.1353/see.2002.0204.
7. ↑  Garde, Paul (2000). Vie et mort de la Yougoslavie (Nouv. éd изд.). Paris: Fayard. ISBN 978-2-213-60559-3.
8. ↑  Kohnert, Dirk (2008). „Exclusion and Alienation Instead of Inclusion: Africa's New Nationalism in Times of Globalization (Ausgrenzung Und Entfremdung Statt Integration: Afrikas Neuer Nationalismus in Zeiten Der Globalisierung; in German)”. SSRN Electronic Journal. ISSN 1556-5068. doi:10.2139/ssrn.1268693.
9. ↑  C, De Gruyter Mouton, 1972-12-31, стр. 139—140, Приступљено 2024-01-08

- Miodrag Jovanović: Titoizam i sukobi u bivšoj Jugoslaviji
- Tony Cliff, Background to Hungary (July 1958), at Marxists Internet Archive - Suvremena trockistička perspektiva na Titov sukob s Moskovom.
- Thierry Domin, History of Bosnia and Herzegovina from the origins to 1992, chapter 6, hosted by EUFOR - Titoism, Bosnia-Herzegovina, and Bosniaks.
- Balkans: Flirting With Marx, for Old Times' Sake by Vesna Peric Zimonjic, Inter Press Service, June 4 2009